# Joop Jochems
Joop Jochems (22 giugno 1942) è un allenatore di calcio ed ex calciatore olandese, di ruolo centrocampista.

## Carriera

### Calciatore
Militò dal 1958 al 1964 nel Velox, società da cui venne selezionato per militare nell'"Utrecht XI", formazione creata per disputare la Coppa delle Fiere 1962-1963, giungendo agli ottavi di finale.
Nel 1964 viene ingaggiato dall'ADO Den Haag, club della massima serie nederlandese, con cui nella sua prima stagione con i capitolini ottiene il terzo posto finale, piazzamento bissato l'anno seguente, stagione in cui raggiunge anche la finale della Coppa d'Olanda 1965-1966, persa contro lo Sparta Rotterdam. L'Eredivisie 1966-1967 è invece conclusa al quarto posto.
Nell'estate 1967, con l'ADO Den Haag nelle vesti del San Francisco Golden Gate Gales, disputa l'unica edizione del campionato dell'United Soccer Association, lega calcistica nordamericana che poteva fregiarsi del titolo di campionato di Prima Divisione su riconoscimento della FIFA, nel 1967: quell'edizione della Lega fu disputata utilizzando squadre europee e sudamericane in rappresentanza di quelle della USA, che non avevano avuto tempo di riorganizzarsi dopo la scissione che aveva dato vita al campionato concorrente della National Professional Soccer League. I Golden Gate Gales non superarono le qualificazioni per i play-off, chiudendo la stagione al secondo posto della Western Division.
Nella stagione 1967-1968 Jochems con il suo club ottiene il quarto posto finale e la vittoria della Coppa d'Olanda 1967-1968 ai danni dell'Ajax.
Nella stagione 1968-1969 raggiunge il sesto posto in campionato e gli ottavi di finale della Coppa delle Coppe 1968-1969.
Nella stagione 1969-1970 passa al DWS con cui ottiene il quindicesimo posto finale, a cui segue l'anno seguente 1970-1971 il dodicesimo posto finale.
Nel 1971 passa al RVC Rijswijk, ed in seguito al NLS ed all'Archipel.

### Allenatore
Jochems dopo il ritiro dall'attività agonistica ha allenato numerosi piccoli sodalizi nederlandesi.

## Palmarès
- Coppa dei Paesi Bassi: 1

ADO Den Haag: 1967-1968